# Dekanat szumiliński
Dekanat szumiliński – jeden z dwudziestu jeden dekanatów wchodzących w skład eparchii witebskiej i orszańskiej Egzarchatu Białoruskiego Patriarchatu Moskiewskiego.
Dziekanem jest protojerej Fiodor Puczyński.

## Parafie w dekanacie[1]
- Parafia św. Michała Archanioła w Krzywym Siole
  - Cerkiew św. Michała Archanioła w Krzywym Siole
- Parafia św. Sergiusza Radoneskiego w Leskowiczach
  - Cerkiew św. Sergiusza Radoneskiego w Leskowiczach
- Parafia św. Proroka Eliasza w Miszniewiczach
  - Cerkiew św. Proroka Eliasza w Miszniewiczach
- Parafia św. Nikity Nowogrodzkiego w Nikicisze
  - Cerkiew św. Nikity Nowogrodzkiego w Nikicisze
- Parafia św. Onufrego w Obolu
  - Cerkiew św. Onufrego w Obolu
  - Pokój modlitwy w miejscowym szpitalu w Obolu
- Parafia Zaśnięcia Najświętszej Maryi Panny w Pobiedzie
  - Cerkiew Zaśnięcia Najświętszej Maryi Panny w Pobiedzie
- Parafia Opieki Matki Bożej w Surowniach
  - Cerkiew Opieki Matki Bożej w Surowniach
- Parafia św. Atanazego Brzeskiego w Szumilinie
  - Cerkiew św. Atanazego Brzeskiego w Szumilinie
  - Kaplica św. Teodora Stratelatesa w Przyjeziornym
  - Pokój modlitwy św. Paraskiewy Piątnickiej w Szumilinie (w Centralnym Szpitalu Rejonowym)
- Parafia św. Mikołaja Cudotwórcy w Szumilinie
  - Cerkiew św. Mikołaja Cudotwórcy w Szumilinie
  - Kaplica św. Paraskiewy Piątnickiej w Kozanogowie

## Galeria

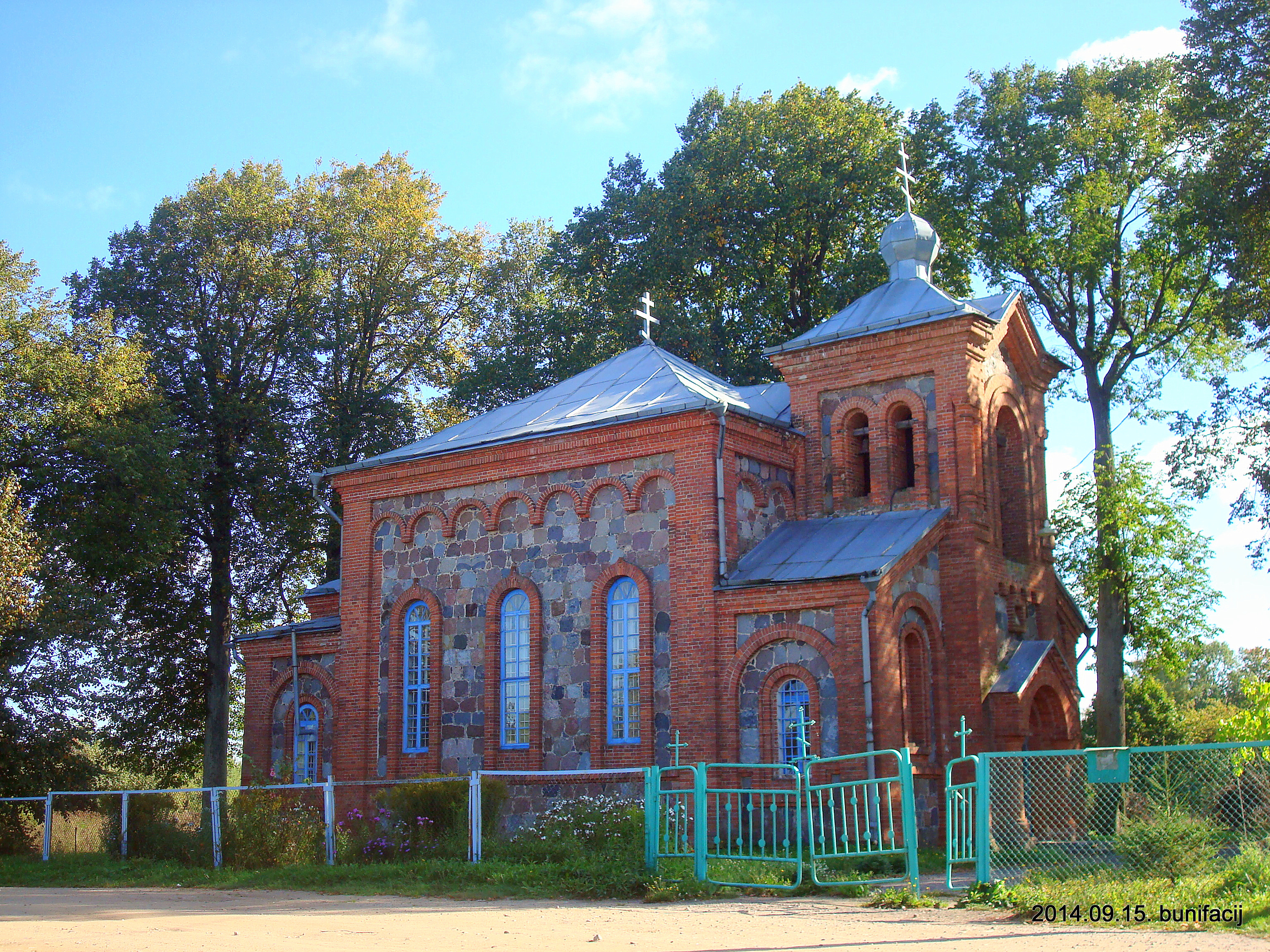
Cerkiew św. Sergiusza Radoneskiego w Leskowiczach
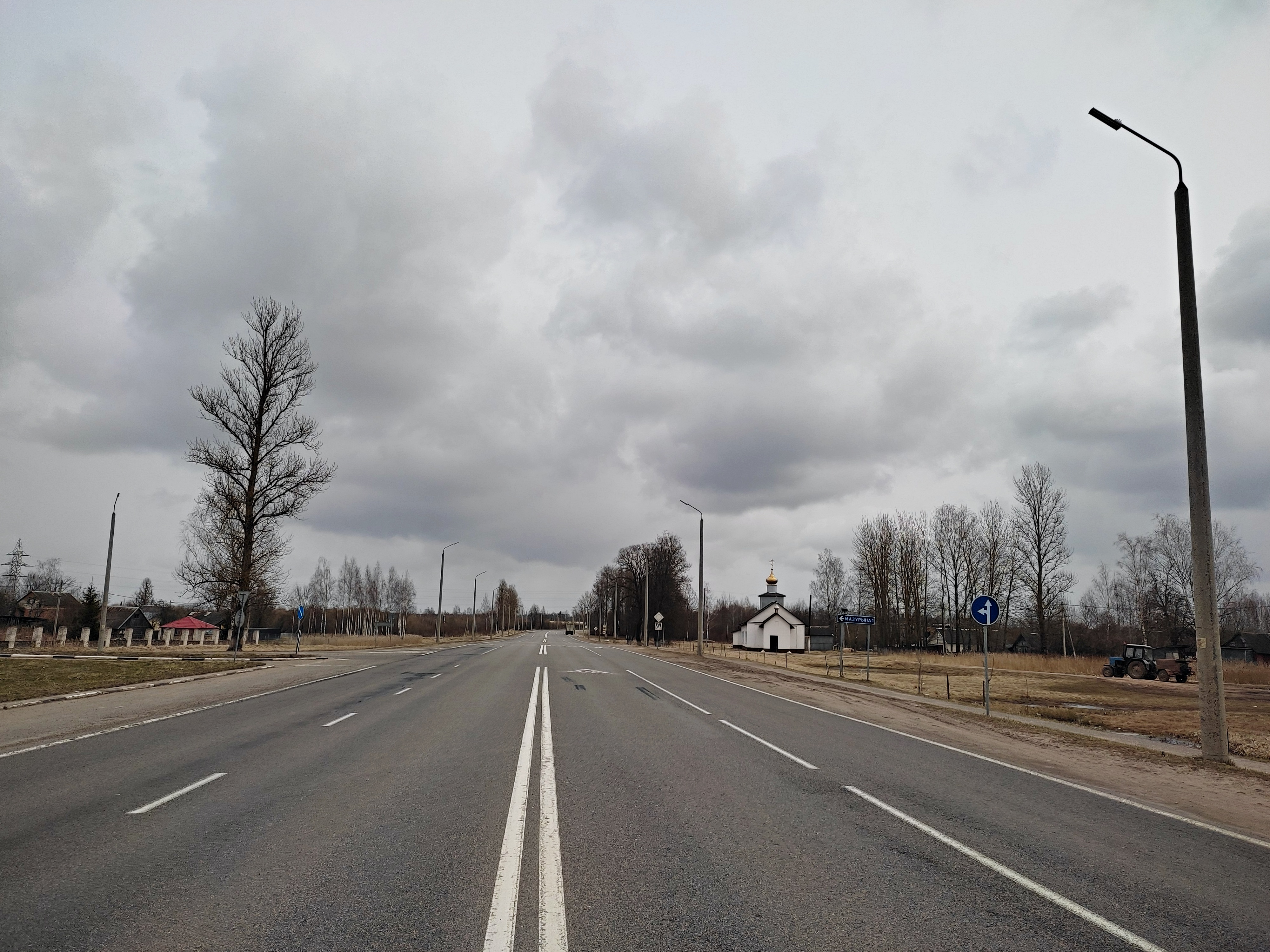
Cerkiew św. Nikity Nowogrodzkiego w Nikicisze
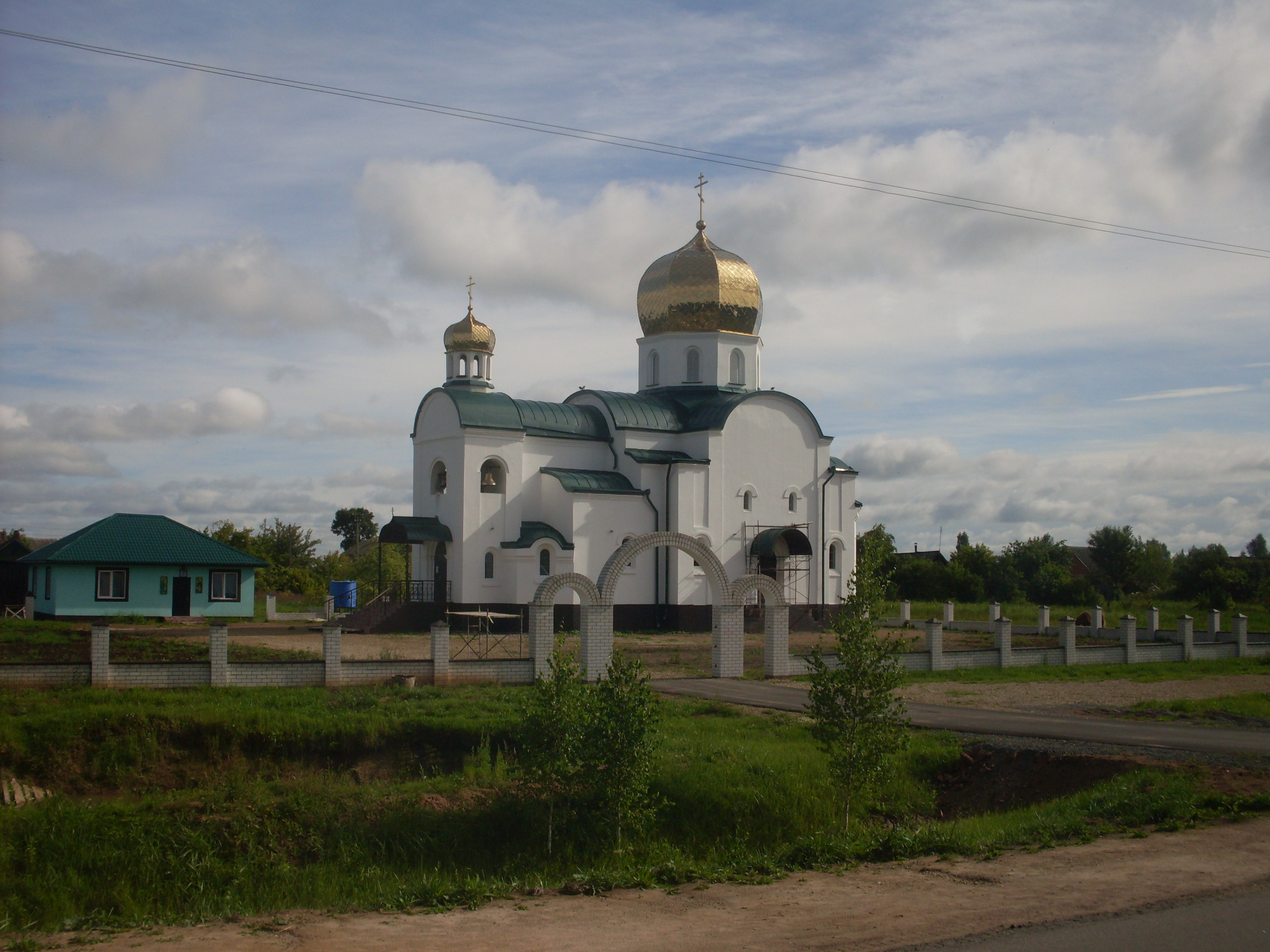
Cerkiew św. Onufrego w Obolu
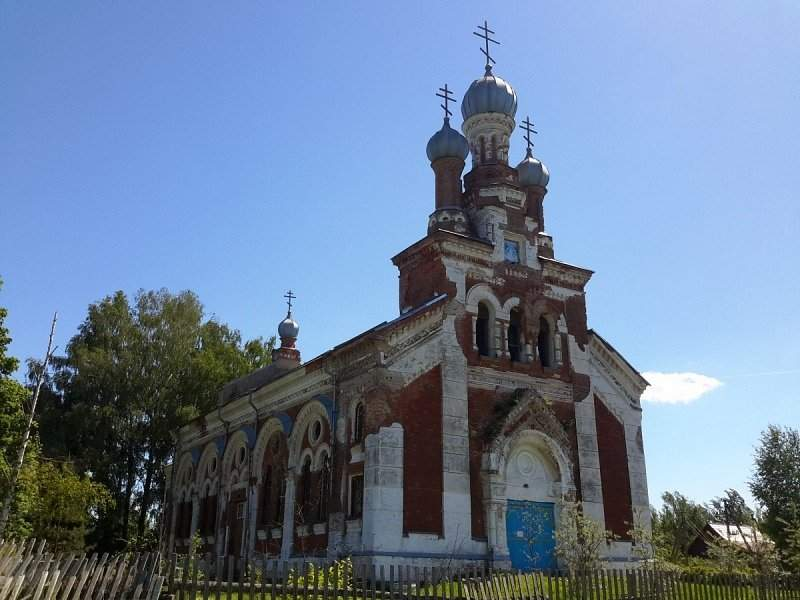
Cerkiew Zaśnięcia Najświętszej Maryi Panny w Pobiedzie